# シモン・アヴィダン
シモン・アヴィダン (英語: Shimon Avidan, ヘブライ語: שמעון אבידן) は、イギリス委任統治領パレスチナ時代のユダヤ人武装勢力である"特別夜戦隊"、"パルマッハ"、および独立戦争期のイスラエル国防軍において活動した軍人、戦闘指揮官である。

## 生涯・軍歴

### 第二次世界大戦前
シモン・アヴィダンは1911年にドイツのユダヤ人商人の家庭に生まれた。出生時の名前はジークベルト・コッホ (Siegbert Koch)であった。彼は若くしてドイツ共産党に加入し、スパイとしてナチスに潜入していた。ナチスが権力を掌握した際、共産党の極秘資料がナチスの手に渡り、共産党は彼にドイツを去るよう勧めた。アヴィダンはフランスに逃げハショメル・ハツァイルの活動に参加した後、1934年にパレスチナ地域（エレツ・イスラエル）に移住した。
彼は移住先のキブツ "アイェレット・ハショメル"で武装警備員を務め、その後オード・ウィンゲートによって創設された"特別夜戦隊" (Special Night Squads, Plugot Ha'Layla Ha'Meyukhadot/פלוגות הלילה המיוחדות, 略称"SNS") の戦闘員、戦闘指揮官の任に就いた。
また、この頃にアヴィダンは共産党員として国際旅団に参加し、スペイン内戦でフランコ軍と戦ったともされている。

### 第二次世界大戦中
第二次世界大戦が勃発した後、1941年にパルマッハが創設される際にはイツハク・サデーに協力して創設メンバーとなった。サデーによれば、1942年の春頃から11月の第二次エル・アラメイン会戦でイギリス軍がドイツ軍に勝利するまでの、後に"恐怖の200日間"と呼ばれた時期に、アヴィダンは"ドイツ小隊"と呼ばれる部隊を創設して指揮官となった。この部隊はアヴィダンをはじめとするドイツ出身のユダヤ人戦闘員で構成されており、ドイツ語やドイツ人の生活習慣に精通している事を利用してドイツ・アフリカ軍団の戦線後方に潜入して情報収集や妨害工作、ゲリラ戦を行った。エル・アラメイン戦でイギリス軍が勝利しパレスチナ地域への脅威が無くなった後、ドイツ小隊も組織としての活動（ゲリラ戦等）はなくなったが、アヴィダンは引き続き、パルマッハの要員にドイツ語を教えるなどの職務に就いた。
第二次世界大戦後半になるとアヴィダンはパレスチナ地域へのアリーヤー（ユダヤ人移民活動）の支援の為ヨーロッパに派遣され、現地で対ナチスのレジスタンス活動の指揮も行った。パレスチナに帰国後、アヴィダンはパルマッハの連隊長の任に就いた。1944年11月～1945年2月にかけて、ハガナーとパルマッハはイギリス軍と協力して、過激化したユダヤ人組織"イルグン"、および"レヒ"に対する軍事作戦を実施し、アヴィダンはこの作戦の指揮を執った。

### イスラエル独立戦争（第一次中東戦争）
1940年代後半、イスラエル独立の気運が高まると、ハガナーは戦争に備えて歩兵旅団の編成を行った。1947年11月に最初に編成された4個の旅団は
- レバノニ旅団 - 北部地域担当 （後にゴラニ旅団とカルメリ旅団に分割再編）
- アレクサンドロニ旅団 - グッシュ・ダン地域担当
- ギヴァティ旅団 - テルアビブおよび南部地域担当
- エツィオニ旅団 - エルサレム地域担当

であり、アヴィダンはギヴァティ旅団の旅団長となった。"ギヴァティ"（Givati）とは、アヴィダンがスパイやゲリラとして活動していた頃の暗号名である。
1948年4月に実施されたナフション作戦は、アラブ勢力に包囲されたエルサレムへの、テルアビブからの補給路を確保する目的で実施され、ダヴィド・ベン＝グリオンの命令によりアヴィダンが作戦指揮官となった。
この作戦後、アヴィダンの率いるギヴァティ旅団は独立戦争（第一次中東戦争）終結まで南部の戦線でエジプト軍との戦闘に従事する事となり、5月にはエジプト軍による拠点化を防ぐ為ガザ地区北部のアラブ系集落を占領もしくは破壊する目的で実施されたバラク作戦、6月にはアシュドッド方面に侵攻したエジプト軍に対する攻勢として実施されたプレシェット作戦、停戦後の7月にはアンファー作戦、"侵略者への死"作戦でエジプト軍と交戦し、10月にはヨアヴ作戦に参加した。
独立戦争終結後、アヴィダンは参謀本部作戦部長となったが、ダヴィド・ベン＝グリオンと意見が対立し、アヴィダンは1949年に軍を引退した。ハイム・ヘルツォーグによれば、アヴィダンの左翼哲学が、ベン＝グリオンの考えと相容れなかったのだろうとの事であった。
アヴィダンは1975年にシモン・ペレス国防大臣によって、国防省の内部監査役に任命された。これはアヴィダンの最後の公的な職となった。
アヴィダンは1994年に83歳で亡くなった。中部リション・レジオンと南部ベエルシェバには、それぞれアヴィダンの名にちなんだ通りがある。また、彼の暗号名を冠したギヴァティ旅団は、1983年に水陸両用戦部隊として再編され、現在も現役の精鋭歩兵部隊として活動している。